# Illustrazione abruzzese
Illustrazione abruzzese è stata una rivista letteraria pubblicata dal 1899 al 1905, assunse il titolo di Grande illustrazione abruzzese a partire dal 1915. Fu fondata dal pittore Basilio Cascella a Pescara nel 1899.

## Storia

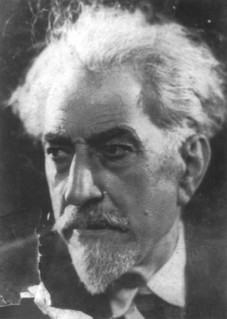
Basilio Cascella

Nel 1896, dopo aver partecipato a esposizioni a Milano e Napoli, Basilio Cascella fece ritorno a Pescara, dove decise di costruire una nuova abitazione con annesso stabilimento cromolitografico in un'area allora ancora non edificata della sponda sud del fiume Pescara, lungo la strada delle Acacie (oggi viale Marconi). Vi si stabilì con la moglie e i figli Tommaso e Michele, i quali, a partire dal 1905, iniziarono a collaborare alla realizzazione delle immagini per la Illustrazione abruzzese, raffigurando scene di vita pastorale, attività marittime nel porto di Pescara, la quotidianità lungo le caserme borboniche e sul corso Manthonè.
Il progetto fu avviato da Cascella grazie al finanziamento dei fratelli Pancale di Popoli (comune che, dal 1927, rientra nella provincia di Pescara); furono pubblicate in totale due serie: la prima composta da cinque numeri e la seconda da sei, rispettivamente nel 1899 e nel 1905. Entrambe le serie furono realizzate con la collaborazione di intellettuali dell’area pescarese e dintorni, come Gabriele D'Annunzio, Francesco Paolo Michetti, Edoardo Scarfoglio, con l’intento di riproporre in Abruzzo lo stesso tipo di ricerca culturale perseguito a livello nazionale dalla rivista "L'Illustrazione italiana". La rivista trattava, nella prima parte, argomenti di cronaca e curiosità nazionali, mentre la seconda parte dei fascicoli, dedicata specificamente all’Abruzzo, mirava a far riscoprire ai lettori gli aspetti più curiosi, nascosti e meno noti delle tradizioni locali, della storia, dei monumenti rappresentativi, con un'attenzione particolare al costume popolare. Il progetto coinvolse profondamente sia Cascella sia D'Annunzio. Tra i collaboratori alla redazione degli articoli figurano Luigi Antonelli, Vincenzo e Giuseppe Romualdi, Matilde Serao, Edoardo Scarfoglio e Antonio De Nino.
Lo stile della prima edizione dell’Illustrazione rifletteva il gusto simbolista e liberty proprio di Basilio Cascella, caratterizzato dalla rappresentazione di corpi immersi in una natura onnipresente, da visioni oniriche e intensamente sentite, come quella del pastore abruzzese che suona la zampogna, figura evocativa degli spiriti del bosco. Durante questo periodo di attività, nel 1899, Cascella concepì anche quello che è considerato il suo capolavoro pittorico: Il bagno della pastora.
Nella tipolitografia di Pescara, tra il 1906 e il 1907, Basilio Cascella realizzò centinaia di cartoline cromolitografate e acquerellate appartenenti alla serie Tipi regionali, dedicando ampio spazio ai soggetti abruzzesi. Stampò inoltre copertine e disegni per frontespizi di altre riviste, nonché materiale pubblicitario per attività commerciali di Pescara e Milano. In tal modo contribuì a trasformare la piccola realtà pescarese in un centro attivo per la diffusione della nuova arte abruzzese.

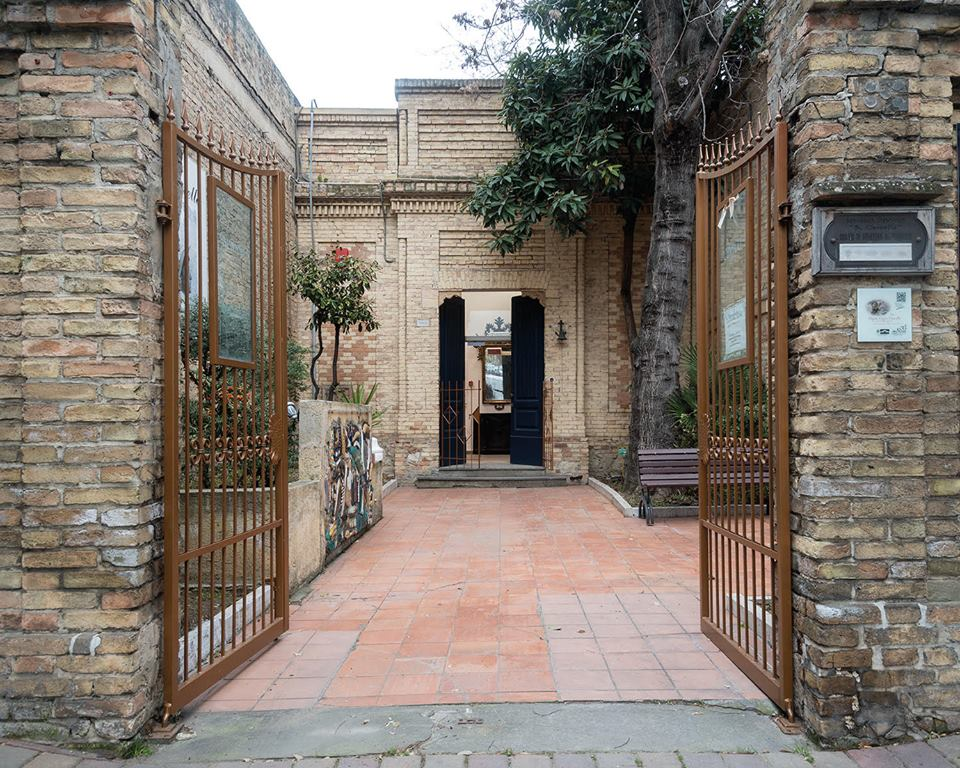
Ex stabilimento litografico dei Cascella a Pescara, oggi Museo civico "B. Cascella"

Il progetto si concluse nel 1907 con la chiusura della rivista, causata dalla mancanza di finanziamenti, che comportò anche l’interruzione dell’attività litografica.
Nel 1913, Cascella tornò a occuparsi dell’Abruzzo in occasione di alcune esposizioni a Francavilla al Mare, presso il palazzo Michetti, dove furono esposte sue opere e quelle dei figli Tommaso e Michele. In tale contesto conobbe il marchese Paolucci Crugnale, che finanziò una nuova edizione della rivista, ancora con sede nella litografia di Pescara, ora intitolata La Grande Illustrazione. I contenuti assunsero un respiro più ampio, non più limitato ai soli temi abruzzesi: gran parte della pubblicazione fu dedicata alle correnti artistiche del futurismo e del crepuscolarismo, con attenzione anche alle avanguardie parigine. Anche la tecnica grafica si rinnovò, adottando uno stile più moderno e distante dai modelli ottocenteschi e liberty.
Nel 1914, allo scoppio della Prima guerra mondiale, Basilio inviò il figlio Tommaso al fronte in qualità di inviato per raccogliere disegni dal vero destinati alla Grande Illustrazione. Tommaso fu catturato dai francesi e rischiò la pena di morte, sospettato di essere una spia tedesca; fu salvato in extremis grazie all’intervento dell’amico Gabriele D'Annunzio, coetaneo del padre. Riuscì comunque a inviare i suoi disegni a Pescara per la pubblicazione dei fascicoli, offrendo una rappresentazione intensa delle sofferenze dei soldati al fronte.
A causa dell'entrata dell'Italia in guerra, e del mancato arrivo dei finanziamenti, l'attività della Grande Illustrazione cessò nel 1915, e non fu più ripresa. Lo stabilimento litografico dopo il 1918 fu comunque usato dalla famiglia come bottega d'arte, nel periodo di permanenza di Basilio figli a Rapino (Ch) alle falde della Majella, paese culla dei ceramisti del chietino, lo stabilimento di Pescara era usato per la pittura dei piatti, delle mattonelle e delle tavole, e a lavoro concluso erano portate alla fornace di Rapino, per poi essere riportare a Pescara. Dopo il 1950 alla morte di Basilio, lo stabilimento era stato da lui stesso concesso al Comune di Pescara per diventare un museo d'arte, come oggi è.
Molti fascicoli de L'Illustrazione abruzzese e de La Grande Illustrazione sono stati recuperati da collezionisti e sono esposti nel Museo civico Cascella, insieme a numerose cartoline litografiche raffiguranti i tipi abruzzesi.
Oggi è molto difficile reperire tutti i fascicoli, che risultano assenti nelle principali biblioteche italiane ed europee. L’unico fascicolo consultabile nella sua interezza è il terzo della prima serie del 1899, conservato presso la Biblioteca nazionale di Francia a Parigi. Altri fascicoli sono reperibili in modo parziale presso la Biblioteca Nazionale Centrale di Firenze, la Biblioteca "Angelo Mai" di Bergamo e la Biblioteca "Casa Moretti" di Cesenatico.
La rivista rappresentò una novità e un evento culturale di rilievo nell’ambito dell’editoria artistica abruzzese di quell’epoca. Nel contesto di un’espansione culturale, economica e demografica, la città di Pescara, smantellata la fortezza borbonica, iniziava a svilupparsi oltre il perimetro murario storico, in direzione del fiume Aterno, dove si trovava la tipografia, verso il mare e verso la vicina città di Castellammare. I Cascella, originari di Pescara (Basilio, Michele e Tommaso), frequentarono prestigiose accademie italiane e si impegnarono nella creazione di un movimento culturale stabile in Abruzzo, instaurando rapporti con artisti come Francesco Paolo Michetti, Costantino Barbella e Gabriele D'Annunzio. Al successo de L’Illustrazione abruzzese contribuirono la scelta di una carta realizzata artigianalmente, le grandi dimensioni del formato e la qualità dei testi di vari collaboratori di Basilio, fra cui i poeti abruzzesi e D’Annunzio stesso. Le pubblicazioni cessarono con lo scoppio della prima guerra mondiale nel 1915.
Lo stabilimento litografico, donato da Basilio Cascella al comune di Pescara insieme ai suoi beni, ospita oggi il Museo civico Basilio Cascella.

## Caratteristiche e temi trattati
Basilio Cascella mise in diretto contatto l’ambiente culturale abruzzese con le tendenze più aggiornate della cultura italiana ed europea. Nella piccola officina litografica di Pescara si riunivano, discutevano e contribuivano creativamente Vincenzo Bucci, Luigi Antonelli, Giuseppe Romualdi, Vincenzo Alicandri e Italo De Sanctis, insieme agli abruzzesi Gabriele D'Annunzio, Filippo Palizzi e Teofilo Patini; tra gli altri artisti italiani collaborarono anche Giulio Aristide Sartorio e Giulio Bargellini. Nel 1914-15 Cascella ampliò il progetto, denominandolo La Grande Illustrazione Abruzzese, che raggiunse rilevanza nel panorama nazionale, superando i confini provinciali.
Il primo volume della stampa anastatica testimonia le capacità ideative, culturali e produttive non solo del passato, ma anche di un presente dinamico. Le dimensioni (cm 18x56 per la prima serie, cm 40x40 per la seconda, e cm 38x33,5 per La Grande Illustrazione), le litografie e le riproduzioni iconografiche a piena pagina, le tavole a colori fuori testo, l’impaginazione grafica arricchita da fregi e illustrazioni confermano l’accelerazione verso il modernismo voluta da Cascella. Contrariamente allo studioso Walter Benjamin riguardo alla litografia, Cascella concepì le sue riviste come opere da “praticare” secondo le esigenze di una tecnica esclusivamente adatta alla riproduzione meccanica, una sorta di pre-indagine ottico-percettiva valorizzata attraverso la messa in scena di tableaux vivants, poi adattati ai metodi litografici e tipografici, più semplicemente, Cascella pensava alle sue riviste come opere da vivere visivamente, create apposta per essere riprodotte con tecniche meccaniche, ispirate a scene dal vivo poi adattate alla stampa.
Il disegno avrebbe dovuto integrarsi pienamente con i contenuti della rivista: versi, novelle, racconti drammatici, note letterarie e riflessioni, tutti incentrati sul mondo contadino e tradizionale dell’Abruzzo, rappresentato attraverso una cultura intrisa di un forte primitivismo. Questo stesso approccio fu adottato da D'Annunzio, che nelle sue novelle delineò i personaggi di Pescara e delle campagne circostanti come appartenenti a una terra aspra, ma anche intatta, vergine, forte e generosa. Tuttavia, non si deve ritenere che Cascella volesse offrire un’immagine dell’Abruzzo chiusa e provinciale: al contrario, il suo intento – condiviso con D'Annunzio e Patini – era quello di restituire al pubblico italiano la vera natura dell’uomo abruzzese, con una rappresentazione complessa e sfaccettata che superasse la visione riduttiva del semplice contadino.
Nelle quattro copertine della serie (fascicolo IV.V), il tema dominante delle montagne e della costa abruzzese, popolata da stilizzate barche e vele bianche, fa da sfondo a un efebico poeta-artista, ritratto di spalle. Questi, in un nudo stilizzato, solleva verso l’orizzonte un ramo di ulivo-alloro (fase I) e una croce processionale ispirata a quella di Rosciolo dei Marsi (AQ). Altri temi ricorrenti in Cascella sono la maternità e l’adolescenza: nella fase II è raffigurato un neonato in fasce, seguito da un fanciullo seduto su un prato fiorito mentre suona il flauto, circondato da farfalle.
Il passaggio dal formato rettangolare della prima serie a quello quadrato della seconda consentì a Cascella una maggiore libertà grafica, ripresa anche nella quarta di copertina della prima (fase III-IV), con una superficie complessiva per ogni numero pari a cm 40×80. I temi illustrati restano ancorati al mondo contadino: il giovane zampognaro davanti al gregge, il giovane chitarrista sulla riva tra le barche, e le immagini poetiche di fanciulle abruzzesi in volo.

## Lo stile delle due serie
Già nella prima serie di tavole di Cascella – Per la via del Santuario, In vista del Santuario, Corpus Domini – riconducibili alla serie Costumi d'Abruzzo, così come nelle tavole di Vincenzo Alicandro (San Pietro ad Oratorium) e di G. Verlengia (Le opere d’arte della dissepolta chiesa di San Martino), emergeva una chiara intenzione programmatica di tematizzazione del territorio, che troverà un più deciso sviluppo nella seconda serie. In questa compaiono le tavole L’eremo di Celestino V presso Sulmona, Santa Maria in Valle Porclaneta, Il castello di Popoli, Porta di San Pietro in Alba Fucens e La sosta dei pellegrini di Cascella. Fulcro visivo, ma anche estetico e ideologico delle due serie, risultano le numerose grafiche di Basilio dedicate alla figura della donna abruzzese: una bellezza resa più nobile dalla capacità dell’immagine di trasmettere delicati equilibri psicologici, come accade nel canto corale di Tutte le funtanelle, nell’allegra operosità delle due tavole Al Filarello, nella relazione simbolica tra messi e maternità (Le spighe), o nell’evocazione biblica di Ruth. Se in alcune di queste opere l'autore sfiora toni oleografici, ben diversa è la forza espressiva di una delle sue immagini femminili più significative: Ritratto di donna abruzzese (fase II della prima serie), dove il volto tondeggiante e scultoreo, ripreso di tre quarti, si fonde armonicamente con i riccioli serpentinati e la scapigliatura disordinata. L’opera richiama la tradizione dei serpenti di Cocullo, che secondo antiche credenze le donne marse usavano per adornarsi il corpo e i capelli come protezione simbolica contro il male. Lo sguardo socchiuso, abbandonato alle carezze del sole, i luccicanti orecchini d’oro e il tenue sfondo paesaggistico completano l'immagine.
Più eclettici e meno legati alla tradizione d'Abruzzo, risulteranno nella seconda serie del 190'5 gli apporti iconografici di Giulio Aristide Sartorio (Una lotta - La caccia Assira), A. Zanelli (la voce del sangue), G. Prini (Amore di mamma), G. Bargellini (L'Abisso e Angeli caduti), anche sia Sartorio che Bargellini proporranno in altre tavole soggetti di carattere agreste, ispirati alle prose di D'Annunzio (temporale imminente - Raccolta di fieno - Dalle Laudi). Nella seconda serie intervenne anche il quindicenne figlio di Basilio, Tommaso Cascella, il quale con i suoi lavori (interverrà anche nella terza e nella quarta di copertina di alcuni numeri), comparirà nelle tavole de La neve sul Pescara - Un bacio - Vallata nel Pescara.
Perfettamente padrone di ogni aspetto riproduttivo della tecnica litografica appresa, sin da giovanissima età, Basilio Cascella sembra ispirarsi nella prima serie rettangolare ad alcuni dettami della "poliautografia", con disegni augurali di volti femminili e paesaggi  in stile gotico, gli altri testi con blocchi di due, tre colonne separate verticalmente da un fregio scenico e con il corredo di piccole illustrazioni, registrano le firme di De Nino, Giuseppe Mezzanotte, Benedetto De Luca.
Tra i numerosi interventi grafici intratestuali di Cascella, particolarmente riuscito risulta il nudo centrale in stile Afrodite emergente dal mare, le cui braccia aperte sembrano sostenere i due blocchi tipografici rettangolari de Il sogno dell’eterno Feminio di Ettore Janni (III fascicolo). Di rilievo anche il disegno rotondo di un giovane a mezzo busto, circondato da figure femminili effigiate con diverse espressioni, opera di Vincenzo Bucci e dedicata allo scultore Leonardo Bistolfi. Nel fascicolo 44 della seconda serie si avverte, da un lato, una continuità poetica con la serie precedente, che segna in qualche modo la conclusione grafica e tipografica del periodo ottocentesco; dall’altro, si apre all’estetica modernista del Novecento: i testi sono impaginati su due colonne, ad eccezione di casi isolati, come la pagina della poesia "Amori et dolori sacra" di D’Annunzio, spesso introdotti da una vignetta capolettera. Questa soluzione grafica consente alla rivista di raggiungere una coerenza visiva polifonica, in particolare per quanto riguarda l’alternanza tra tavole fuori testo.
Insieme a Michele Cascella, altro figlio di Basilio, tra i collaboratori della rivista figurano: Aleardo Terzi, Enrico Lionne, Umberto Bottazzi, Plinio Nomellini, Gaetano Previati, Giulio Bargellini, Giovanni Prini, Felice Carena, Armando Spadini e Nicola D’Antino. Allo scoppio della prima guerra mondiale, la rivista si concentrò su temi bellici, come testimonia una lettera inviata dal futurista Filippo Tommaso Marinetti alla poetessa Sibilla Aleramo, collaboratrice della litografia di Pescara, con l’invito a modernizzarsi ulteriormente per sostenere la causa nazionale. Tuttavia, tale progetto non poté concretizzarsi: giornalisti, poeti (tra cui lo stesso D’Annunzio, che aveva già abbandonato la rivista per ragioni economiche), e incisori furono chiamati alle armi o costretti a provvedere ai bisogni delle proprie famiglie. Pescara subì anche un bombardamento da parte dell’aviazione austriaca, che tuttavia non colpì il quartiere di Porta Nuova. A causa della mancanza di fondi e personale, il periodo d’oro della Illustrazione Abruzzese si concluse nel 1915.

## Galleria d'immagini

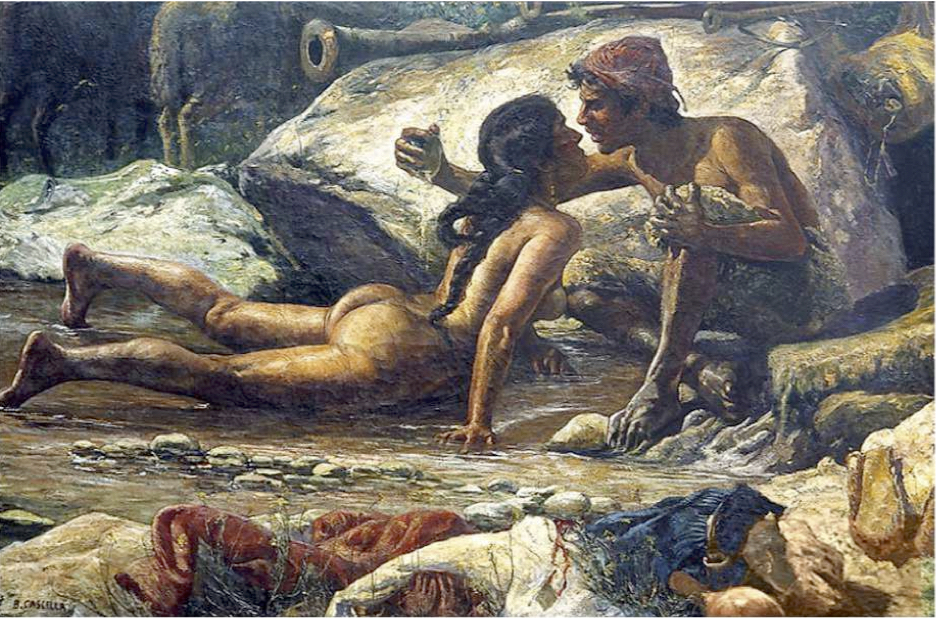
"Il bagno della pastora"; Anna Maria Damigella; Gabriele Reggi (2001) Basilio Cascella e l'Illustrazione Abruzzese. Dal verismo al simbolismo, Carsa Edizioni, Pescara. L'opera è conservata nel Museo civico "B. Cascella" di Pescara in via Marconi
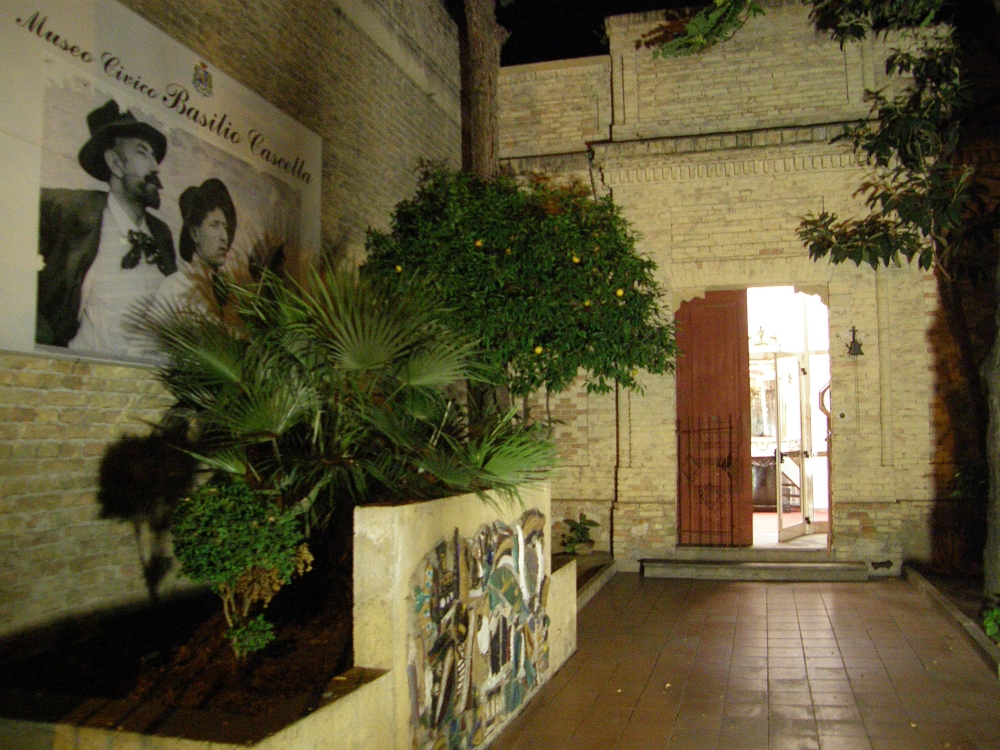
Ingresso al Museo civico "B. Cascella", la storica tipografia fondata dal pittore a Pescara, in viale Marconi
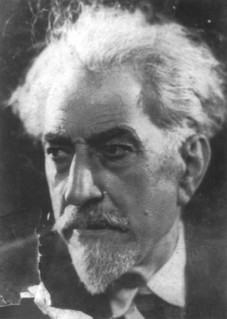
Basilio Cascella
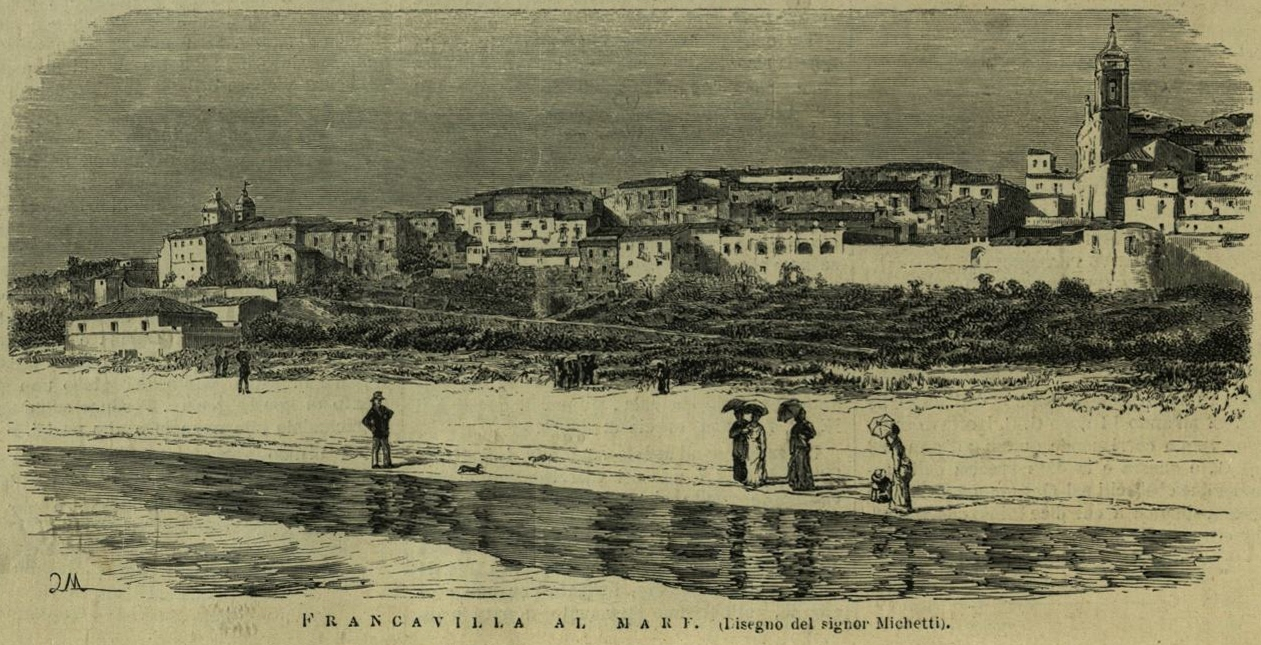
Veduta di Francavilla al Mare nel 1877, opera ad acquarello di Francesco Paolo Michetti per L'illustrazione italiana
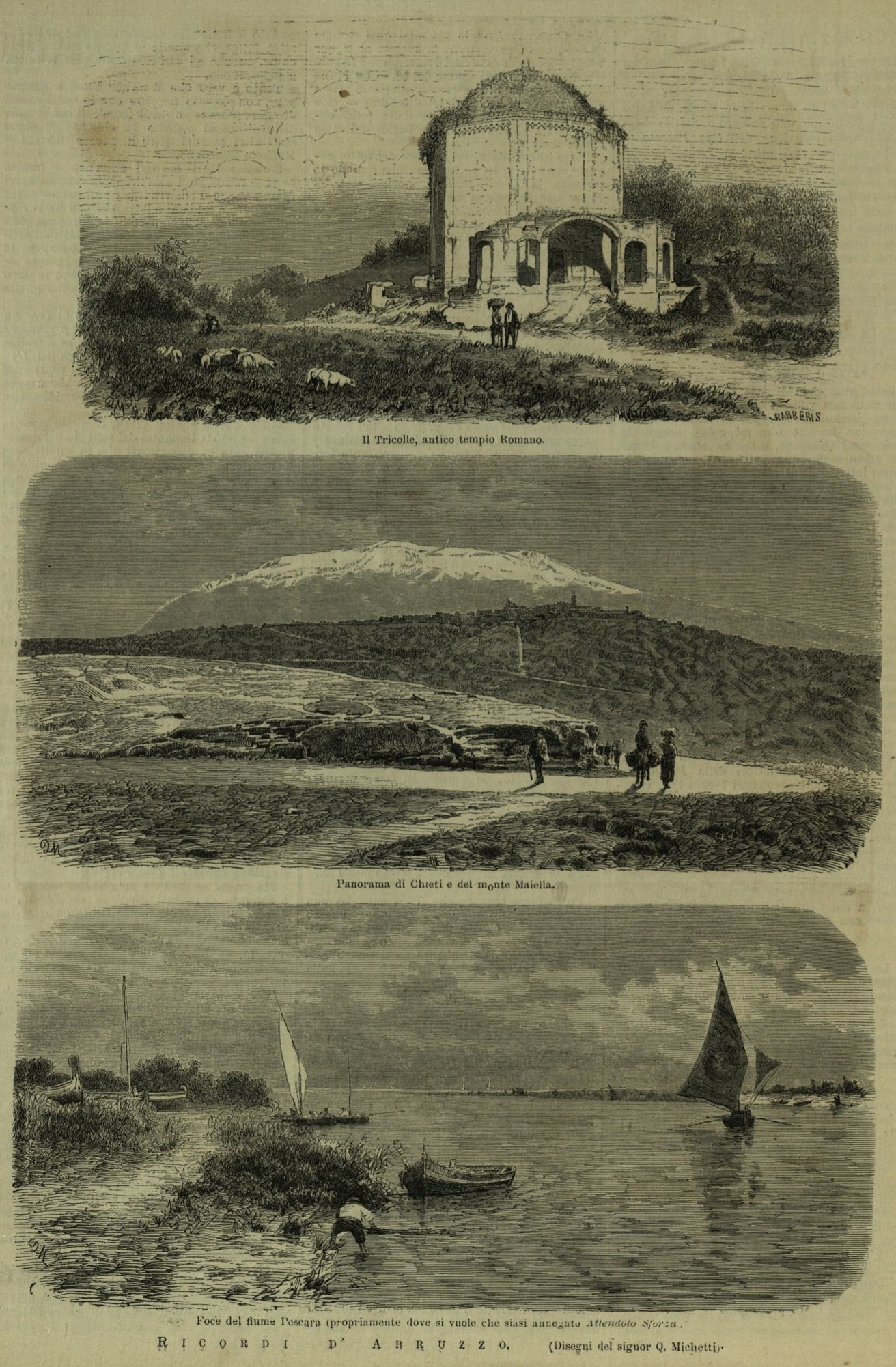
F.P. Michetti per "L'illustrazione italian": Ricordi d'Abruzzo, da sopra verso sotto in vista il tempietto di Santa Maria del Tricalle a Chieti, la vallata di Chieti, e la spiaggia di Pescara
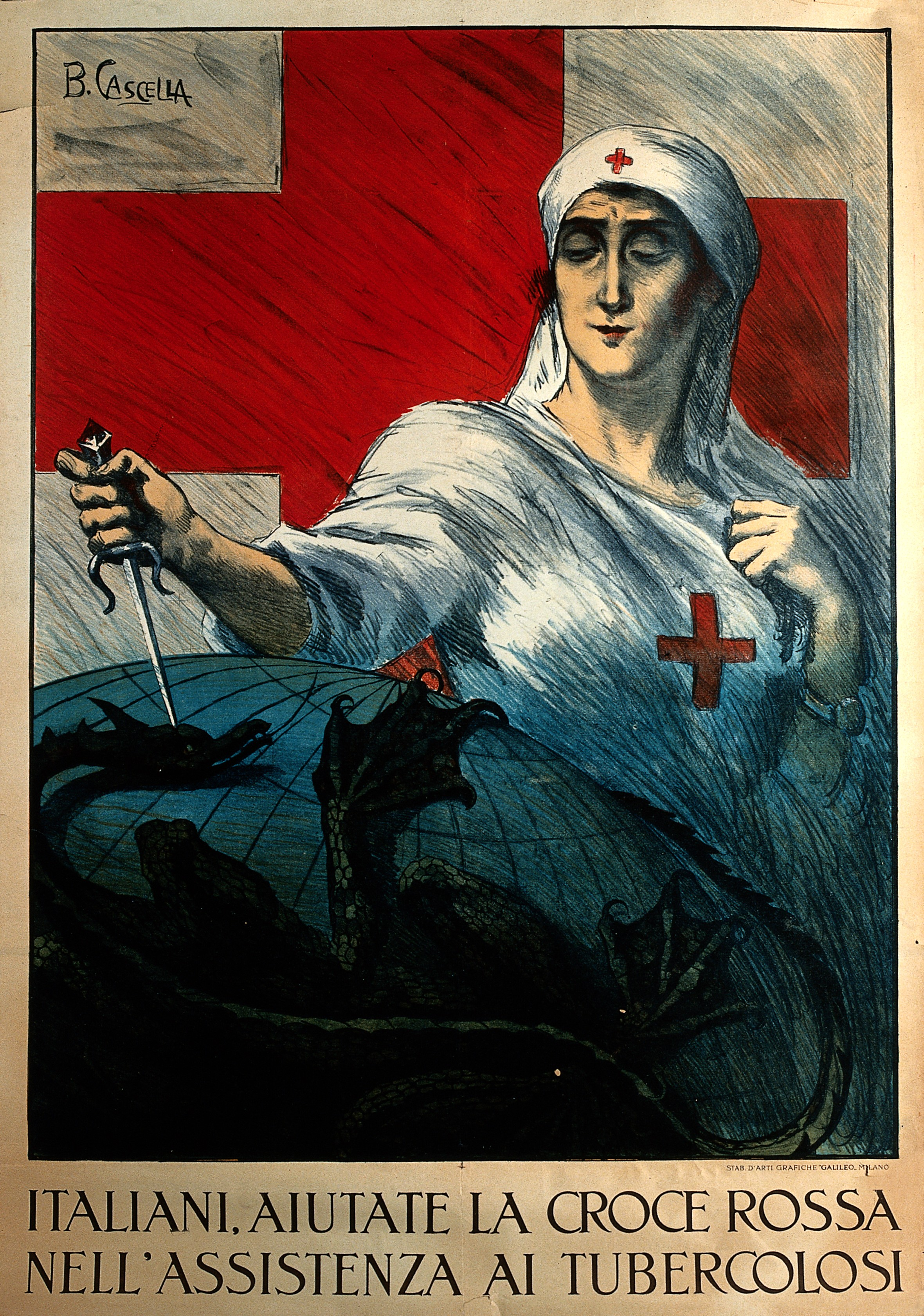
Uno degli ultimi disegni di Basilio Cacsella per Illustrazione abruzzese, un manifesto a favore della Croce Rossa per gli invalidi di guerra